# 艾薩克海峽
66°54′S 67°15′W / 66.900°S 67.250°W
艾薩克海峽（Isacke Passage），是南極洲的海峽，位於葛拉漢地的盧貝海岸，處於利亞德島和阿羅史密斯半島之間，由讓-巴蒂斯特·夏古率領的法國探險隊發現和繪入地圖，現時由南極條約體系管理。